# Esfuerzo de compresión

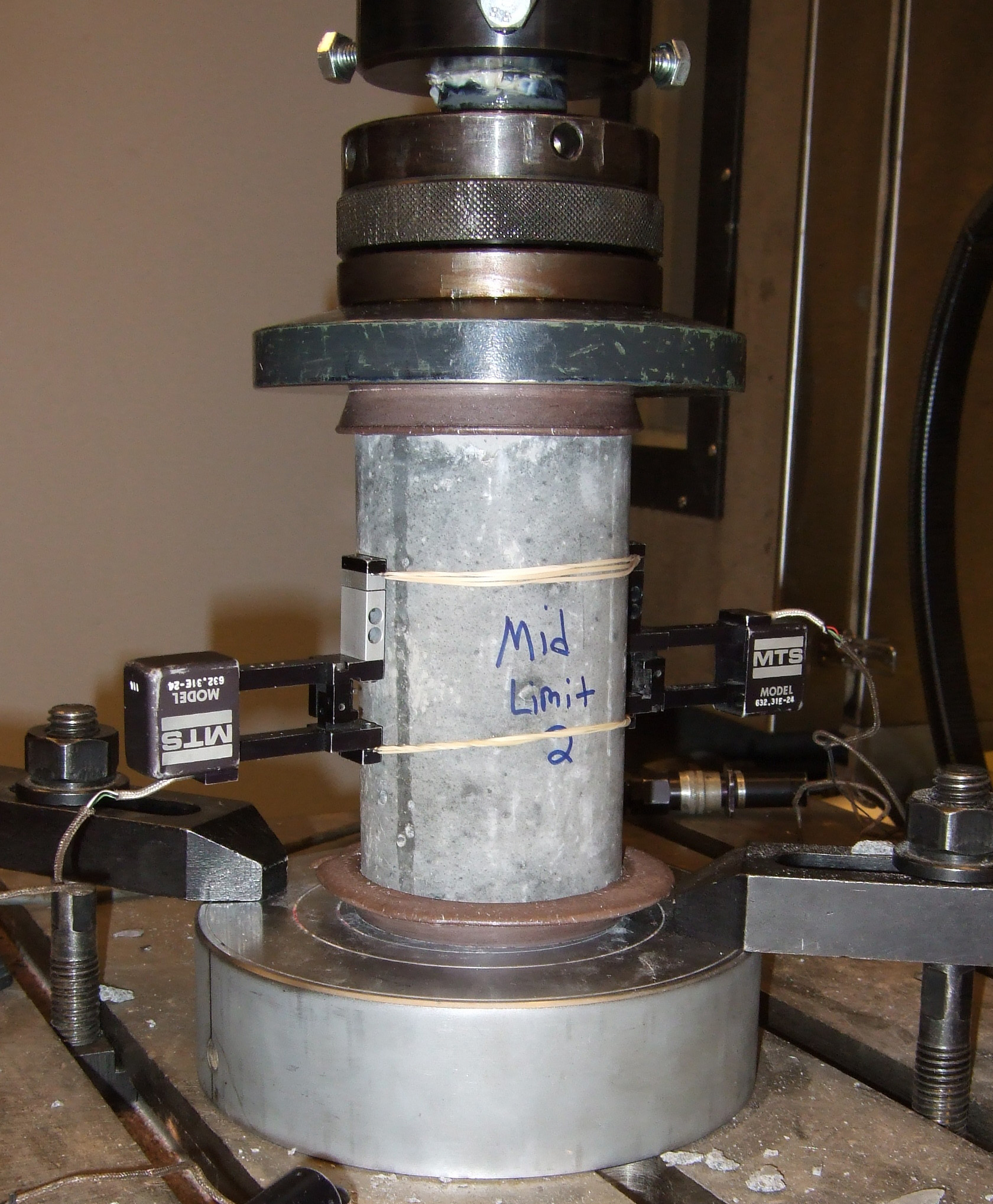
Ensayo axial de compresión, donde se inducen esfuerzos de compresión sobre una probeta de hormigón.

El esfuerzo de compresión es la resultante de las tensiones o presiones que existen dentro de un sólido deformable o medio continuo, caracterizada porque tiende a una reducción de volumen del cuerpo, y a un acortamiento del cuerpo en determinada dirección (coeficiente de Poisson).
En piezas estructurales en las cuales suficientemente esbeltas los esfuerzos de compresión puede producir además abolladura o pandeo

## Introducción
En general, cuando se somete un material a un conjunto de fuerzas se produce tanto flexión, como cizallamiento o torsión, todos estos esfuerzos conllevan la aparición de tensiones tanto de tracción como de compresión. Aunque en ingeniería se distingue entre el esfuerzo de compresión (axial) y las tensiones de compresión.
En un prisma mecánico el esfuerzo de compresión puede ser simplemente la fuerza resultante que actúa sobre una determinada sección transversal al eje baricéntrico de dicho prisma, lo que tiene el efecto de acortar la pieza en la dirección de eje baricéntrico. Las piezas prismáticas sometidas a un esfuerzo de compresión considerable son susceptibles de experimentar pandeo flexional, por lo que su correcto dimensionado requiere examinar dicho tipo de no linealidad geométrica.

## Ensayo de compresión
Los ensayos practicados para medir el esfuerzo de compresión son contrarios a los aplicados al de tracción, con respecto al sentido de la fuerza aplicada. Tiene varias limitaciones:
- Dificultad de aplicar una carga concéntrica o axial, sin que aparezca pandeo.
- Una probeta de sección circular es preferible a otras formas.

El ensayo se realiza en materiales:
- Duros.
- Semiduros.
- Blandos.

## Esfuerzos de compresión en piezas alargadas
En una pieza prismática no-esbelta, y que no sea susceptible de sufrir pandeo sometida a compresión uniaxial uniforme, formada por un material elástico lineal, la tensión el acortamiento unitario y los desplazamientos están relacionados con el esfuerzo total de compresión mediante las siguientes expresiones:

{\displaystyle \sigma ={\frac {N_{c}}{A}}=E\varepsilon =E{\frac {{\text{d}}u(x)}{{\text{d}}x}}}

Donde:
{\displaystyle \sigma \,} es la tensión de compresión
{\displaystyle \varepsilon \,} el acortamiento unitario o deformación unitaria.
{\displaystyle u(x)\,} el campo de desplazamientos a lo largo del eje baricéntrico del prisma.
{\displaystyle E\,} el módulo de elasticidad longitudinal.

## Compresión volumétrica
Para un material confinado en un volumen la compresión uniforme está relacionada con la compresibilidad y el cambio de volumen:

{\displaystyle \beta _{X}=-{\frac {1}{V}}\left({\frac {\partial V}{\partial p}}\right)_{X},\qquad p={\frac {\varepsilon _{V}}{\beta _{X}}}}

Donde:
{\displaystyle X\in \{T,S\}} según la compresión se dé en condiciones isotermas o adiabáticas.
{\displaystyle \beta _{X}\,} compresibilidad.
{\displaystyle \varepsilon _{V}\,} traza del tensor deformación o deformación volumétrica.

## Materiales cerámicos
Los materiales cerámicos, tienen la propiedad de tener una temperatura de fusión y resistencia muy elevada. Así mismo, su módulo de Young (pendiente hasta el límite elástico que se forma en un ensayo de tracción) también es muy elevado. 
Todas estas propiedades, hacen que los materiales cerámicos sean imposibles de fundir y de mecanizar por medios tradicionales (fresado, torneado, brochado...). Por esta razón, en las cerámicas realizamos un tratamiento de sinterización. Este proceso, por la naturaleza en la cual se crea, produce poros que pueden ser visibles a simple vista. Un ensayo a tracción, por los poros y un elevado módulo de Young (fragilidad elevada) y al tener un enlace iónico covalente, es imposible de realizar. 
Cuando se realiza un ensayo a compresión, la tensión mecánica que puede aguantar el material puede llegar a ser superior en un material cerámico que en el acero. La razón, viene dada por la compresión de los poros/agujeros que se han creado en el material. Al estos comprimirlos, la fuerza por unidad de sección es mucho mayor que cuando se habían creado los poros.[cita requerida]
- Datos: Q186191
- Multimedia: Compressive strength / Q186191